# Хмонг (народ)
Хмонг (хмонг: Hmoob, Moob) је назив за један од староседелачких народа југоисточне Азије, који, осим у југоисточној Азији, живи и у Кини и њеним околним земљама. Народ су монголоидне расе који потиче из предела Жуте реке (река Хоангхо) у централној Кини, а у југоисточну Азију су стигли пре 2.000 година. Они су подгрупа народа Миао, а признати су од стране владе Кине као један од 55 мањинских народа 1949. године. У јужној Кини их има око 9,5 милиона, нарочито у провинцијама Хунан, Јунан, Сечуан, Хајнан и Хубеј, а у југоисточној Азији приближно 2 милиона. Изван Азије живе још у САД (260.073), Аустралији (2.200), Француској (2.000) и Канади (850). Језик хмонг припада хмонг-мјен језичкој породици и њиме говори око 4 милиона људи. Основно писмо је знаковно писмо, а служе се и латиницом.
Не практикују сви Хмонзи исту религију. Традиционална религија је шаманизам. Данас су по вероисповести претежно махајана будисти и католички хришћани. Делом у Лаосу и Вијетнаму Хмонзи практикују анимизам. Хришћанство су донели француски мисионари а будизам је стигао из Кине и суседних земаља.
Хмонзи су данас најпознатији по томе што је део њихове заједнице у Лаосу за време Вијетнамског рата био регрутован да води тајне операције против северновијетнамске војске. Након америчког пораза велики број Хмонга је био присиљен да бежи у околне земље, нарочито у Тајланд.
Постоји и мањи, али значајнији број Хмонга који живе ван Азије. Процењује се да изван Азије живи око 266.000 Хмонга, од тога највише у САД, а око 600 их је живело у Аргентини.